# 5281 Lindstrom

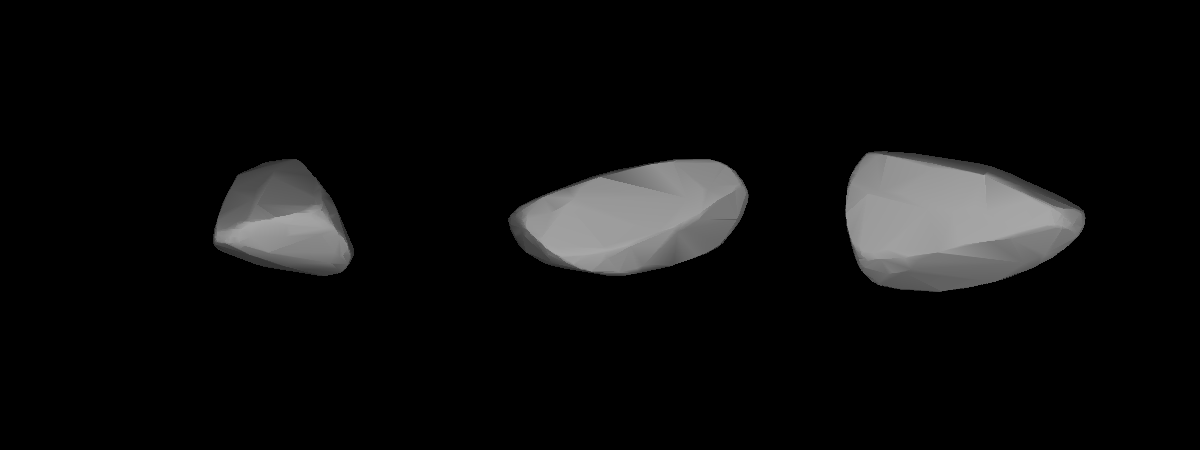
5281 Lindstrom

5281 Lindstrom eller 1988 SO1 är en asteroid i huvudbältet som upptäcktes den 6 september 1988 av den amerikanska astronomen Schelte J. Bus vid Cerro Tololo. Den är uppkallad efter Marilyn Lindstrom.
Asteroiden har en diameter på ungefär 16 kilometer och den tillhör asteroidgruppen Eos.